# 面影Warp
《面影Warp》（日语：面影ワープ）是日本搖滾樂團nano.RIPE的第5張單曲。2011年8月3日由Lantis發行。

## 簡介
表題曲「面影Warp」曾被讀賣電視台播出的電視動畫《花開物語》選為後半季片頭主題曲使用，歌曲PV繼續由電影作家番場秀一負責。製片作業在同名動畫的取材地金澤進行，至於動畫中出現的湯乃鷺車站的設定則是參考了實地的西岸車站。另外該歌曲的企劃當初是以「夏日風情」為主題。

## 收錄歌曲
所有歌曲由作詞，nano.RIPE編曲。
1. 面影Warp（面影ワープ） [3:36]
  - 作曲：佐佐木淳[3]。
  - 讀賣電視台電視動畫《花開物語》後半季片頭主題曲
2. 15秒 [4:14]
作曲：、佐佐木淳
源自獨立音樂時期的2009年5月13日收錄在當時所屬的唱片公司White Dream（日语：White Dream）發行的第4張迷你專輯《時空》的收錄歌曲，並在舉行巡迴Live時必點這首歌曲進行演唱[3]。
3. 空中少年（空の少年） [4:07]
作曲：

## 收錄專輯
| 曲名     | 專輯名稱               | 發行日期       | 備註                      |
| -------- | ---------------------- | -------------- | ------------------------- |
| 面影Warp | 《星空之夜的脈動之聲》 | 2011年10月19日 | nano.RIPE的首張錄音室專輯 |
| 15秒     | 《星空之夜的脈動之聲》 | 2011年10月19日 | nano.RIPE的首張錄音室專輯 |

## 外部連結
- Lantis官方網站的歌曲介紹頁面
  - 商品情報 （页面存档备份，存于） （日語）
  - 「面影Warp」特設官網 （页面存档备份，存于） （日語）